# Cryptochironomus nudiforceps
Cryptochironomus nudiforceps är en tvåvingeart som först beskrevs av Jean-Jacques Kieffer 1922.  Cryptochironomus nudiforceps ingår i släktet Cryptochironomus och familjen fjädermyggor.
Artens utbredningsområde är Taiwan. Inga underarter finns listade i Catalogue of Life.